# Neurochip
Een neurochip is een chip waarop zenuwcellen (=neuronen) gekweekt worden. Ze kunnen geëxciteerd worden door elektrische pulsen via condensatoren die zich in de chip, onder de cel bevinden. Omgekeerd kan ook de elektrische activiteit van de zenuwcellen waargenomen worden met EOSFET-transistoren die zich ook onder de cel, in de chip bevinden.
Het voordeel ten opzichte van de patch-clamptechniek is dat de cel niet beschadigd wordt; een nadeel is dat niet direct aan de cel kan worden gemeten, waardoor het gemeten signaal lager uitvalt.